# 3. Eskadre
3. Eskadre har ansvaret for en række nationale opgaver i danske farvande samt overvågning og officersuddannelse. 3. Eskadre er Søværnets yngste og blev etableret 1. januar 2019.

## Organisation
3. Eskadre er en selvstændig niveau III-myndighed og organiseret med eskadrechef (ECH), stab, Søværnets Overvågningsenhed, patruljefartøjer, skolebåde, miljøenheder samt Kystredningstjenesten.
Eskadrens strukturelle ramme er på 398 års værk.
3. Eskadres operative opgaver er koncentreret om sømilitære opgaver med særligt fokus på farvandene omkring Danmark, herunder overvågning, suverænitetshævdelse og myndighedsopgaver af permanent karakter i det danske nærområde samt civilt relaterede samfundsnyttige maritime opgaver indenfor hele rigsfællesskabet. Eskadrens operative kapaciteter udgøres af patruljefartøjer, skolefartøjer miljøskibe og -fartøjer samt Kystredningstjenesten med tilhørende materiel og fartøjer.

3. Eskadres overvågningsenhed udgør grundstammen i den maritime overvågning af danske farvande.

## Nationale militære opgaver
De nationale militære opgaver omfatter f.eks. militært forsvar, farvandsovervågning, suverænitetshævdelse og myndighedsopgaver som f.eks. eftersøgnings- og redningstjeneste samt almindelig og særlig hjælp til politiet. En væsentlig del af opgaverne omfatter de samme elementer, som der indgår i operationer vedrørende etablering og hævdelse af søherredømme, herunder evnen til magtanvendelse.
3. Eskadre skal:
- Bidrage til det kollektive forsvar af Danmark med tilstødende områder samt kunne udsende enheder til krisestyring og kollektivt forsvar uden for Danmark og tilstødende områder
- Deltage i gennemførelse af beredskabsforanstaltninger
- Yde støtte til det øvrige forsvar og diverse styrelser[3]

## Civilt relaterede samfundsnyttige maritime opgaver
De civilt relaterede samfundsnyttige maritime opgaver omfatter bl.a.:
- Eftersøgnings- og redningstjeneste
- Deltagelse i udførelsen af istjeneste
- Yde støtte til sikker afvikling af skibstrafik
- Støtte i forbindelse med gennemførelsen af maritim ammunitionsrydning
- Hjælp og assistance til politiet, SKAT, redningsberedskabet, m.fl.
- Maritim miljøovervågning, -håndhævelse og forureningsbekæmpelse i Danske farvande

Eskadrestrukturen kan med kort varsel yde støtte til samfundet under naturkatastrofer.

## Kystredningstjenesten
Med 21 redningsstationer placeret over hele landet er Kystredningstjenesten en meget vigtig del af beredskabet, når mennesker kommer i nød på havet. Sker ulykken inden for en redningsstations område, er det oftest stationens redningsbåd, der hurtigst kan nå ud til de nødstedte.
Der er omkring 200 redningsmænd i Kystredningstjenesten, og de er alle uddannet til at klare de udfordringer, de møder på havet. De går på havet uanset vejret, og alle brænder for at hjælpe mennesker i nød.
Ofte er hvervet som redningsmand gået i arv gennem generationer, og langt over halvdelen er frivillige, der enten bruger deres fritid eller må gå fra deres arbejde, når alarmen lyder.

## Søværnets Overvågningsenhed
Søværnets Overvågningsenhed har ansvaret for kontinuerligt at levere et overblik over den maritime trafik i de danske farvande. Dette gøres ved at opbygge et overfladebillede ved hjælp af observationer fra enheder i land, til vands og i luften. Overfladebilledet bruges blandt andet til at løse maritime myndighedsopgaver, så som søredning og forureningsbekæmpelse.
Overgågningsenheder på land
Under Søværnets Overvågningsenhed hører ti landbaserede enheder, som næsten alle er døgnbemandede. Maritimt Overvågningscenter i Frederikshavn har fem underlagte kystudkigsstationer i Drogden, Hammer Odde, Kegnæs, Røsnæs og Skagen. Derudover findes marineudkigsstationer i Føllesbjerg og Hellebæk.
Sikker gennemsejling ved broerne
Ud over opbygningen at det maritime overfladebillede, har Søværnets Overvågningsenhed også til opgave at kontinuerligt at sikre den sikre gennemsejling ved Storebæltsbroen og Øresundsbroen. Dette gøres ved Vessel Traffic Service centrene VTS Storebælt og VTS Øresund.

## Flådestation Korsør
Flådestation Korsør (FLS KOR), er en myndighed, der ligger under 3. eskadre og er placeret på Flådestation Korsør. Denne udgør Søværnets operative logistiske beredskab sammen med søsterorganisationen Flådestation Frederikshavn. Beredskabet fungerer døgnet rundt for alle Søværnets enheder til lands og til vands uanset, hvor de befinder sig i verden. FLS KOR servicerer således landinstallationer, såsom radaranlæg og Vessel Traffic Servicecentre samtidig med, at FLS KOR holder Søværnets skibe sejlende.

## Flådestation Frederikshavn
Flådestation Frederikshavn (FLS FRH) er én af flådens to støttepunkter og logistiske operatører. Deres opgaver er både at sikre og drive en operativ velfungerende flådestation og sammen med Flådestation Korsør at støtte Søværnets operationer med logistiske ydelser.

## Historisk
Søværnets skibe har igennem tiderne været organiseret på mange forskellige måder afhængigt af det forsvarspolitiske klima, hvilke opgaver der var i fokus samt hvilke skibstyper Søværnet rådede over. Således var der en 3. eksadre i årene 1979-2005, indtil 1992 blot benævnt Mineskibseskadren (MSE). Eskadren bestod af fire minelæggere (4 × Falster-klassen), to kabelminelæggere (2 × Lindormen-klassen) og syv minestrygere (7 × Sund-klassen).